# Ein Fall für Wells & Wong
Ein Fall für Wells & Wong (englisch Murder Most Unladylike) ist eine Krimiserie für Mädchen der britischen Autorin Robin Stevens. Sie spielt im England der 1930er Jahre in einem Mädcheninternat namens Deepdean. Die Buchreihe umfasst neun Fälle und bis dato einen Extra-Band. In deutscher Übersetzung von Nadine Mannchen ist die Reihe komplett im Verlag Knesebeck erschienen, der erste Band auch als Taschenbuch bei Carlsen.
Das erste Auftreten der beiden jungen Detektivinnen wurde charakterisiert als „witzig, emanzipatorisch, frech und amüsant zugleich“. Anlässlich des Erscheinens von Band neun hieß es über den Erfolg der Reihe, er beruhe auf der „unschlagbare[n] Kombination aus Krimi, Gesellschaftsroman und Jugendthemen“.

## Inhalt
Die Internatsschülerinnen Daisy Wells und Hazel Wong lösen im England der 1930er Jahre Kriminalfälle.

## Bände
- Murder most unladylike / Mord ist nichts für junge Damen. Ein Fall für Wells & Wong. Knesebeck, München 2014
- Arsenic for Tea / Teestunde mit Todesfall. Der zweite Fall für Wells & Wong. Knesebeck, München 2015
- First Class Murder / Mord erster Klasse. Der dritte Fall für Wells & Wong. Knesebeck, München 2015
- Jolly Foul Play / Feuerwerk mit Todesfolge. Der vierte Fall für Wells & Wong. Knesebeck, München 2016
- Mistletoe and Murder / Mord unterm Mistelzweig. Der fünfte Fall für Wells & Wong. Knesebeck, München 2016
- A Spoonful of Murder / Tödliches Spiel in Hongkong. Der sechste Fall für Wells & Wong. Knesebeck, München 2018
- Death in the Spotlight / Mord hinter den Kulissen. Der siebte Fall für Wells & Wong. Knesebeck, München 2018
- Top Marks for Murder / Eine Prise Mord. Der achte Fall für Wells & Wong. Knesebeck, München 2019
- Death Sets Sail / Der Tod setzt Segel. Der neunte Fall für Wells & Wong. Knesebeck, München 2021, ISBN 978-3-95728-479-2

Außerdem erschienen:
- Mordfälle und Sahnetörtchen. Alles über Wells & Wong. Knesebeck, München 2018